# Lucio Blanco Granjas Agrícolas
Lucio Blanco Granjas Agrícolas är en ort i Mexiko.   Den ligger i kommunen Ensenada och delstaten Baja California, i den nordvästra delen av landet, 2 200 km nordväst om huvudstaden Mexico City. Lucio Blanco Granjas Agrícolas ligger 284 meter över havet och antalet invånare är 235.
Terrängen runt Lucio Blanco Granjas Agrícolas är huvudsakligen kuperad, men den allra närmaste omgivningen är platt. Runt Lucio Blanco Granjas Agrícolas är det glesbefolkat, med 8 invånare per kvadratkilometer. Närmaste större samhälle är Ensenada, 13,9 km söder om Lucio Blanco Granjas Agrícolas. Omgivningarna runt Lucio Blanco Granjas Agrícolas är i huvudsak ett öppet busklandskap.